# Affairs of Geraldine
Pour plus de détails, voir Fiche technique et Distribution.
Affairs of Geraldine est un film américain en noir et blanc réalisé par George Blair, sorti en 1946.

## Synopsis
Lorsque la riche Mme Cooper décède, elle partage sa succession entre ses fils, Henry et Wayne, et sa fille unique, Geraldine, un garçon manqué. Cette dernière craint que tout le monde en ville veuille l'épouser pour son argent, même son amoureux de longue date, Willy. Elle s'enfuit dans la grande ville, où elle travaille pour l'agence matrimoniale de Raymond Walburn. Le beau J. Edmund les rejoint, qui partage la même crainte qu'elle.

## Fiche technique
- Titre original : Affairs of Geraldine
- Réalisation : George Blair
- Scénario : John K. Butler, Lee Loeb (en), Arthur Strawn
- Photographie : John Alton
- Montage : Tony Martinelli
- Musique : Nathan Scott
- Producteur : Armand Schaefer
- Société de production et de distribution : Republic Pictures
- Pays de production :  États-Unis
- Langue originale : anglais américain
- Format : noir et blanc — 35 mm — 1,37:1 — son : mono (RCA Sound System)
- Genre : Comédie
- Durée : 68 minutes
- Date de sortie :
  - États-Unis : 18 novembre 1946

## Distribution
- Jane Withers : Geraldine Cooper
- Jimmy Lydon : Willy Briggs
- Raymond Walburn : Amos Hartwell
- Donald Meek : Casper Millhouse
- Charles Quigley : J. Edmund Roberts
- Grant Withers : Henry Cooper
- William Haade : Wayne Cooper
- Archie Twitchell : Charlie March
- Johnny Sands (en) : Danny
- David Holt (American actor) (en) : Percy McBride
- Tanis Chandler (en) : Liza Jane Dennis
- Harry Cheshire : le juge Fricke
- Josephine Whittell : Belle Walker
- Donia Bussey : Mrs. Bessie Hutchinson
- Edith M. Griffith : Mrs. Eddington
- George M. Carleton (en) : l'avocat Darnell
- Tom London : Un acteur au studio